# Fanjeaux

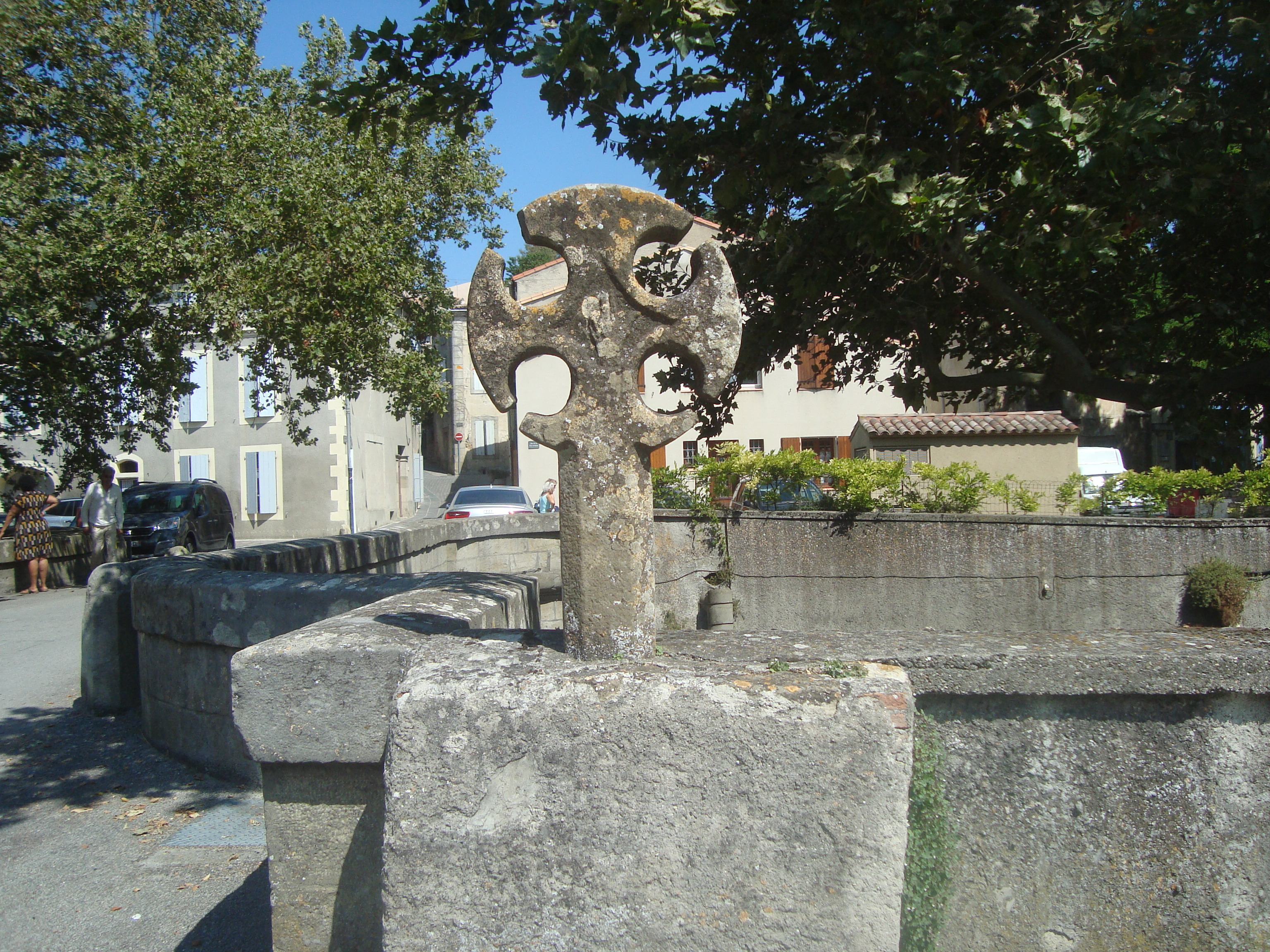
Fanjeaux (Depart. Aude, reg. Languedoc-Roussillon)

Fanjeaux è un comune francese di 832 abitanti situato nel dipartimento dell'Aude nella regione dell'Occitania.
Nel territorio comunale sorge l'abbazia di Notre-Dame-de-Prouille, il primo e più antico monastero di religiose domenicane, fondata da san Domenico di Guzmán nell'inverno tra il 1206 ed il 1207.
Fu madrepatria di Jacques Martin nel 1684.

## Società

### Evoluzione demografica
Abitanti censiti